# 2015-ös WTA Elite Trophy
A 2015-ös WTA Elite Trophy a WTA által évente megrendezésre kerülő esemény 2015. évi tornája a WTA Finals tornára kvalifikációt szerzett versenyzőket a világranglistán elért helyezésük alapján követő 11 játékos számára. Sérülés vagy egyéb lemondás miatt a ranglista következő versenyzői indulhattak. Egy további versenyző számára a rendezők szabadkártyát biztosítottak. Párosban a WTA Finals tornán szereplő párosokat a világranglistán követő négy páros vehet részt a versenyen, a rendezők két további párosnak adtak szabadkártyát.
A tornát egyéniben az amerikai Venus Williams, párosban a szabadkártyásként indulási jogot kapott kínai Liang Csen–Vang Ja-fan duó nyerte.

## A verseny
Az első WTA Elite Trophy versenyre 2015. november 2–8. között került sor. Helyszíne a Hengqin International Tennis Center volt a kínai Csuhajban. A verseny díjalapja 2015-ben 2 150 000 amerikai dollár. Az első helyezett 700 ranglistapontot szerezhetett.

## A kvalifikációt szerzett versenyzők
A 2015. évi versenyre az alábbi versenyzők szereztek kvalifikációt:

### Egyéni
A versenyen három egykori világelső, Venus Williams, Caroline Wozniacki és Jelena Janković, a 2015-ös US Open döntős Roberta Vinci mellett a WTA idei feltörő csillagai: Karolína Plíšková, Madison Keys és Elina Szvitolina is részt vettek.
| Világr. hely. | Versenyző            | 2015-ben elért legjobb eredményei |
| ------------- | -------------------- | --- |
| 11            | Venus Williams       | Győzelem: ASB Classic, Auckland (International) Wuhan Open, Vuhan (Premier 5) Elődöntő: Qatar Total Open, Doha (Premier) Hong Kong Open, Hongkong (International) Negyeddöntő: US Open (Grand Slam) Australian Open (Grand Slam) Miami Masters, Miami (Premier Mandatory)                                    |
| 12            | Carla Suárez Navarro | Döntő: Miami Masters, Miami (Premier Mandatory) Proximus Diamond Games, Antwerpen (Premier) Rome Masters, Róma (Premier 5) Elődöntő: Qatar Total Open, Doha (Premier) |
| 13            | Karolína Plíšková    | Győzelem: Sparta Prague Open, Prága (International) Döntő: Apia International Sydney, Sydney (Premier) Dubai Duty Free Tennis Championships, Dubaj (Premier 5) AEGON Classic, Birmingham (Premier) Bank of the West Classic, Stanford (Premier)                                                              |
| 15            | Roberta Vinci        | Döntő: US Open (Grand Slam) Nuremberg Cup, Nürnberg (International) Elődöntő: Wuhan Open, Vuhan (Premier 5) |
| 17            | Caroline Wozniacki   | Győzelem: Malaysian Open, Kuala Lumpur (International) Döntő: ASB Classic, Auckland (International) Porsche Tennis Grand Prix, Stuttgart (Premier) |
| 18            | Sara Errani          | Győzelem: Rio Open, Rio de Janeiro (International) Döntő: BRD Bucharest Open, Bukarest (International) |
| 19            | Madison Keys         | Döntő: Family Circle Cup, Charleston (Premier) Elődöntő: Australian Open (Grand Slam) Negyeddöntő: Wimbledon (Grand Slam) Internationaux de Strasbourg, Strasbourg (International) |
| 20            | Elina Szvitolina     | Győzelem: Grand Prix de SAR La Princesse Lalla Meryem, Marrákes (International) Elődöntő: Cincinnati Masters, Cincinnati (Premier 5) Bank of the West Classic, Stanford (Premier) Brisbane International, Brisbane (Premier) Copa Colsanitas, Bogotá (International) Negyeddöntő: Roland Garros (Grand Slam) |
| 21            | Jelena Janković      | Győzelem: Guangzhou International Women’s Open, Kanton (International) Hong Kong Open, Hongkong (International) Döntő: Indian Wells Masters, Indian Wells (Premier Mandatory) |
| 24            | Andrea Petković      | Győzelem: Proximus Diamond Games, Antwerpen (Premier) Elődöntő: Miami Masters, Miami (Premier Mandatory) Family Circle Cup, Charleston (Premier) |
| 26            | Szvetlana Kuznyecova | Győzelem: Kreml Kupa, Moszkva (Premier) Döntő: Madrid Masters, Madrid (Premier Mandatory) |
| WC (76)       | Cseng Szaj-szaj      | Elődöntő: Shenzhen Open, Sencsen (International) Negyeddöntő: Toray Pan Pacific Open Tokió (Premier) Guangzhou International Women’s Open, Kanton (International) |

### Páros
A  gold  színnel jelzett versenyzők kvalifikációt szereztek.
A  brown  színnel jelzett versenyzők kvalifikációt szereztek, de egészségügyi (vagy más igazolt) okokból nem tudtak részt venni a versenyen.
| Vrh. | Versenyzők                                                   | Pont | Verseny | Tgy. |
| ---- | ------------------------------------------------------------ | ---- | ------- | ---- |
| 11   | Alla Kudrjavceva (RUS) · Anasztaszija Pavljucsenkova (RUS)   | 2405 | 14      | 0    |
| 12   | Michaëlla Krajicek (NED) · Barbora Záhlavová-Strýcová (CZE)  | 2325 | 14      | 0    |
| 13   | Csan Jung-zsan (TPE) · Cseng Csie (CHN)                      | 2151 | 7       | 0    |
| 14   | Kiki Bertens (NED) · Johanna Larsson (SWE)                   | 1811 | 11      | 2    |
| 15   | Anabel Medina Garrigues (ESP) · Arantxa Parra Santonja (ESP) | 1751 | 14      | 1    |
| 16   | Gabriela Dabrowski (CAN) · Alicja Rosolska (POL)             | 1415 | 20      | 1    |
| 17   | Hszie Su-vej (TPE) · Flavia Pennetta (ITA)                   | 1395 | 6       | 0    |
| 18   | Anastasia Rodionova (AUS) · Arina Rodionova (AUS)            | 1375 | 16      | 0    |
| 19   | Klaudia Jans-Ignacik (POL) · Andreja Klepač (SLO)            | 1339 | 14      | 0    |
| 20   | Sara Errani (ITA) · Flavia Pennetta (ITA)                    | 1280 | 4       | 0    |
| 21   | Ljudmila Kicsenok (UKR) · Nagyija Kicsenok (UKR)             | 1235 | 13      | 1    |

Szabadkártyás párosok
- Liang Csen /  Vang Ja-fan
- Hszü Si-lin /  Ju Hsziao-ti

## A lebonyolítás formája
A versenyen részt vevő 12 játékost négy háromfős csoportba sorsolták, és a négy csoportgyőztes alkotta az elődöntő mezőnyét. Az elődöntő hagyományos kieséses formában zajlott. A párosoknál a hat csapat két háromfős csoportban versenyzett, és a két csoportgyőztes mérkőzött a bajnoki címért.
A helyezések eldöntése a körmérkőzéses szakaszban
A helyezések az alábbiak figyelembe vételével dőltek el:
1. A győzelmek száma
2. Ha a győzelmek száma egyenlő volt, akkor a mérkőzéseken nyert játszmák száma döntött
3. Ha ez is egyenlő volt, akkor két játékos holtversenye esetén az egymás elleni eredményt, ha három játékos között volt holtverseny, akkor elsőként a játszmaarányt, másodikként a játékarányt vették figyelembe.

## A díjalap és a ranglistapontok
| Eredmény                               | Egyéni         | Egyéni   | Páros         | Páros |
| Eredmény                               | Díj            | Pont     | Díj           | Pont  |
| -------------------------------------- | -------------- | -------- | ------------- | ----- |
| Bajnok                                 | KM1 + $450 000 | KM + 460 | KM1 + $20 000 | ---   |
| Döntős KM                              | KM+ $150 000   | KM + 200 | KM1 + $10 000 | ---   |
| Elődöntősök                            | KM + $15 000   | KM       | ---           | ---   |
| Körmérkőzéses szakaszban győzelmenként | $92 500        | 120      | $5000         | ---   |
| Körmérkőzéses szakaszban vereségenként | $20 000        | 40       | ---           | ---   |
| Díjazás a részvételért                 | ---            | ---      | 15 000        | ---   |
| Tartalékok                             | $10 000        | ---      | ---           | ---   |

- 1 KM – a körmérkőzések során szerzett díjakat, illetve pontokat jelzi.

## A verseny

### Egyéni

#### A csoportmérkőzések
A csoport
| Rsz. | Név             | Williams         | Keys             | Cseng         | Gy–V | Szett Gy–V | Játék Gy–V  | Helyezés |
| ---- | --------------- | ---------------- | ---------------- | ------------- | ---- | ---------- | ----------- | -------- |
| 1    | Venus Williams  |                  | 3–6, 7–6(5), 6–1 | 4–6, 6–1, 6–1 | 2–0  | 4–2 66,7%  | 32–21 60,4% | 1        |
| 7    | Madison Keys    | 6–3, 6–7(5), 1–6 |                  | 6–3, 6–2      | 1–1  | 3–2 60%    | 25–21 54,3% | 2        |
| 12   | Cseng Szaj-szaj | 6–4, 1–6, 1–6    | 3–6, 2–6         |               | 0–2  | 1–4 20%    | 13–28 31,7% | 3        |

B csoport
| Rsz. | Név                  | Navarro          | Szvitolina       | Petković    | Gy–V | Szett Gy–V | Játék Gy–V  | Helyezés |
| ---- | -------------------- | ---------------- | ---------------- | ----------- | ---- | ---------- | ----------- | -------- |
| 2    | Carla Suárez Navarro |                  | 7–6(4), 1–6, 3–6 | 6–0, 6–0    | 1–1  | 3–2 60%    | 23–18 56,1% | 2        |
| 8    | Elina Szvitolina     | 6–7(4), 6–1, 6–3 |                  | 7–6(4), 6–3 | 2–0  | 4–1 80%    | 31–20 60,8% | 1        |
| 10   | Andrea Petković      | 0–6, 0–6         | 6–7(4), 3–6      |             | 0–2  | 0–4 0%     | 9–25 26,5%  | 3        |

C csoport
| Rsz. | Név               | Plíšková      | Errani   | Janković      | Gy–V | Szett Gy–V | Játék Gy–V  | Helyezés |
| ---- | ----------------- | ------------- | -------- | ------------- | ---- | ---------- | ----------- | -------- |
| 3    | Karolína Plíšková |               | 6–0, 6–3 | 6–4, 3–6, 6–2 | 2–0  | 4–1 80%    | 27–15 64,3% | 1        |
| 6    | Sara Errani       | 0–6, 3–6      |          | 4–6, 5–7      | 0–2  | 0–4 0%     | 12–25 32,4% | 3        |
| 9    | Jelena Janković   | 4–6, 6–3, 2–6 | 6–4, 7–5 |               | 1–1  | 3–2 60%    | 25–24 51%   | 2        |

D csoport
| Rsz.    | Név                                          | Vinci                  | Wozniacki Schmiedlová        | Kuznyecova                   | Gy–V    | Szett Gy–V      | Játék Gy–V           | Helyezés |
| ------- | -------------------------------------------- | ---------------------- | ---------------------------- | ---------------------------- | ------- | --------------- | -------------------- | -------- |
| 4       | Roberta Vinci                                |                        | 1–6, 0–6 (Schmiedlová)       | 6–4, 6–4                     | 1–1     | 2–2 50%         | 13–20 39,4%          | 1        |
| 5 Tart. | Caroline Wozniacki Anna Karolína Schmiedlová | (Schmiedlová) 6–1, 6–0 |                              | 5–7, 2–2 feladta (Wozniacki) | 0–1 1–0 | 0–2 0% 2–0 100% | 7–9 43,8% 12–1 92,3% | X 3      |
| 11      | Szvetlana Kuznyecova                         | 4–6, 4–6               | 7–5, 2–2 feladta (Wozniacki) |                              | 1–1     | 2–2 50%         | 17–19 47,2%          | 2        |

### Páros

#### A csoportmérkőzések
A csoport
| Rsz. | Név                                 | Jans-Ignacik Klepač | Csen Ja-fan         | Kicsenok           | Gy–V | Szett Gy–V | Játék Gy–V | Helyezés |
| ---- | ----------------------------------- | ------------------- | ------------------- | ------------------ | ---- | ---------- | ---------- | -------- |
| 1    | Klaudia Jans-Ignacik Andreja Klepač |                     | 6–7(6), 3–6         | 6–7(3), 1–6        | 0–2  | 0–4        | 16–26      | 3        |
| 4    | Liang Csen Vang Ja-fan              | 7–6(6), 6–3         |                     | 6–7(3), 6–4 [10–6] | 2–0  | 4–1        | 26–20      | 1        |
| 5    | Ljudmila Kicsenok Nagyija Kicsenok  | 7–6(3), 6–1         | 7–6(3), 4–6, [6–10] |                    | 1–1  | 3–2        | 24–20      | 2        |

B csoport
| Rsz. | Név                                            | Medina Garrigues Parra Santonja | Dabrowski Rosolska  | Si-lin Hsziao-ti   | Gy–V | Szett Gy–V | Játék Gy–V | Helyezés |
| ---- | ---------------------------------------------- | ------------------------------- | ------------------- | ------------------ | ---- | ---------- | ---------- | -------- |
| 2    | Anabel Medina Garrigues Arantxa Parra Santonja |                                 | 6–3, 6–2            | 1–6, 6–3 [10–3]    | 2–0  | 4–1        | 20–14      | 1        |
| 3    | Gabriela Dabrowski Alicja Rosolska             | 3–6, 2–6                        |                     | 7–6(2), 4–6 [5–10] | 0–2  | 1–4        | 16–25      | 3        |
| 6    | Hszü Si-lin Ju Hsziao-ti                       | 6–1, 3–6, [3–10]                | 6–7(2), 6–4, [10–5] |                    | 1–1  | 3–3        | 22–19      | 2        |

### A végső szakasz

#### Egyéni
|  | Elődöntők | Elődöntők         | Elődöntők | Elődöntők         | Elődöntők |   |                | Döntő | Döntő | Döntő | Döntő | Döntő |  |
|  |           |                   |           |                   |           |   |                |       |       |       |       |       |  |
|  | 1         | Venus Williams    | 6         | 6                 |           |   |                |       |       |       |       |       |  |
|  | 1         | Venus Williams    | 6         | 6                 |           |   |                |       |       |       |       |       |  |
|  | 4         | Roberta Vinci     | 2         | 2                 |           |   |                |       |       |       |       |       |  |
|  | 4         | Roberta Vinci     | 2         | 2                 |           | 1 | Venus Williams | 7     | 78    |       |       |       |  |
|  |           |                   |           |                   |           | 1 | Venus Williams | 7     | 78    |       |       |       |  |
|  |           |                   | 3         | Karolína Plíšková | 5         | 6 |                |       |       |       |       |       |  |
|  | 3         | Karolína Plíšková | 3         | Karolína Plíšková | 5         | 6 | 6              | 6     |       |       |       |       |  |
|  | 3         | Karolína Plíšková |           |                   |           |   |                |       |       |       |       |       |  |
|  | 8         | Elina Szvitolina  | 3         | 1                 |           |   |                |       |       |       |       |       |  |

#### Páros
|  | " " | " " | " "                    | " "                                            | " " |   |  | Döntő | Döntő | Döntő | Döntő | Döntő |  |
|  |     |     |                        |                                                |     |   |  |       |       |       |       |       |  |
|  |     |     |                        |                                                |     |   |  |       |       |       |       |       |  |
|  |     |     |                        |                                                |     |   |  |       |       |       |       |       |  |
|  |     |     |                        |                                                |     |   |  |       |       |       |       |       |  |
|  |     | 4   | Liang Csen Vang Ja-fan | 6                                              | 6   |   |  |       |       |       |       |       |  |
|  |     |     |                        |                                                |     |   |  |       |       |       |       |       |  |
|  |     |     | 2                      | Anabel Medina Garrigues Arantxa Parra Santonja | 4   | 3 |  |       |       |       |       |       |  |
|  |     |     | 2                      | Anabel Medina Garrigues Arantxa Parra Santonja | 4   | 3 |  |       |       |       |       |       |  |
|  |     |     |                        |                                                |     |   |  |       |       |       |       |       |  |
|  |     |     |                        |                                                |     |   |  |       |       |       |       |       |  |